# The Celebrated Case
The Celebrated Case és una pel·lícula muda dirigida per George Nichols i protagonitzada per Charles Perley, Lucy Destelle i Alex Franks. Segons IMDb aquest darrer correspondria a Alec B. Francis. Rodada per la Gem Motion Picture Company en dues bobines, es va estrenar el 3 de setembre de 1912.

## Argument
Jean Renaud es casa amb Madeline, l’afillada de la comtessa d’Aubeterre i aquesta com a present de noces li regala un collaret. Set anys després Jean va a la guerra on es comporta com un heroi aconseguint capturar la bandera britànica a la batalla de Fontenoy. En el camp de batalla evita que un fascinerós, Lazare, saquegi un ferit que resulta ser el comte de Mornay. Aquest, abans de morir, confia els papers i les joies a Renaud per a que els faci arribar a la seva família. Jean els porta a casa seva que és per allà alavora però Lazare el segueix i quan ja es fora, assalta la casa, assassina Madeline i s’enduu les joies i els papers, juntament amb el collaret de Madeline. Adrienne, la filla de tres anys, queda amagada a la seva habitació i quan surt la seva mare no aconsegueix explicar qui ha estat l’assassí abans d’expirar per darrer cop. Quan l’assassinat és descobert la nena diu que el pare els havia visitat aquell vespre i Jean és acusat i sentenciat a perpetuïtat. Jean demana al seu amic O'Rourke que cuidi de la seva filla i aquest persuadeix la duquessa d’Aubeterre que l’adopta. Adrienne és educada per unes monges on té per amiga Valentine de Mornay filla del comte de Mornay. Passats 14 anys, durant un trasllat de presó, Jean té l’oportunitat de veure la seva filla que el reconeix. Ella es proposa provar la innocència del seu pare i per coincidència es presenta Lazare a la cort de Aubeterre clamant el dret a les propietats dels Mornay i dient que Valentine és la seva filla. Porta les joies i els papers per demostrar la seva identitat. El duc d’Aubeterre escolta les súpliques d’Adrienne i demana fer venir a Jean que faci de testimoni de la innocència del seu pare però aquest es nega a reconèixer Jean i decideix marxar. En el moment que agafa les joies, Jean reconeix el collaret de la seva dona i l'ensenya a la duquessa demostrant d’aquesta manera que l’assassí era Lazare.

## Repartiment
- Charles Perley (Jean Renaud)
- Alex Franks (Lazare)
- Lucy Destelle (Madeline)
- Janet Salisbury (Adrienne)
- Lucretia Davis (Valentine de Mornai)
- Viola Alberti (l’abadessa)
- Marion Navarro (duquessa d’Aubeterre)